# Yo tenía un novio (que tocaba en un conjunto beat)
«Yo tenía un novio (que tocaba en un conjunto beat)» es una canción del conjunto musical argentino conocido como Los Tíos Queridos, publicada en 1972, de la cual se ha hecho versiones nuevas de gran popularidad, por ejemplo, la de Rubi y Los Casinos en 1981, y la de Zodiacs en 2008. La letra, narrada en primera persona, cuenta la historia de una chica que ayudó a su novio durante los primeros momentos de su carrera musical, pero que fue abandonada, en beneficio de una rubia guapa y rica, cuando llegó finalmente el éxito.

## Los tíos queridos (1972)
La versión original fue grabada en Argentina en 1972. Varias partes de la pieza son cantadas en coro.

## Rubi y Los Casinos (1981)
Una versión de esta canción con una letra y una música ligeramente modificadas fue el gran éxito de Rubi y Los Casinos, quienes se disolvieron poco después del lanzamiento del tema. Este grupo tenía como cantante a María Teresa Campilongo, que había sido miembro de Los tíos queridos.
Esta canción la consideran algunos como un auténtico himno de la Movida madrileña. La canción ha sido calificada como uno de los temas más imperecederos de la historia de la música popular en España y de las más emblemáticas de su época.

## Zodiacs (2008): "Yo tenía una novia"
Una nueva versión, intitulada "Yo tenía una novia (que tocaba en un conjunto beat)", con un mayor uso de guitarras eléctricas, y una letra modificada para que la historia suceda siendo un hombre el que canta cómo una mujer baterista le rompió el corazón, fue grabada y publicada en 2008 por el grupo español Zodiacs, incluyéndola en su álbum Por un puñado de extras.